# Blackalicious
Blackalicious er en amerikansk hiphop duo fra Sacramento i Californien bestående af rapperen Gift of Gab (borgerlige navn Tim Parker) og dj og hiphop-produceren Chief Xcel (borgerlige navn Xavier Mosley). Duoen er kendt for Gift of Gabs ofte tungevridende komplekse rim med flerstavelser og Chief Xcels klassiske rytmer. Duen har udgivet tre albums: "Nia" fra 1999, "Blazing Arrow" fra 2002 og "The Craft" fra 2005, og er blevet beskrevet som "én af de mest populære grupper på independent hiphop-scenen".